# Cold as Ice (Sarah-Connor-Lied)
Cold as Ice ist ein Popsong der Produzenten Kay Denar und Rob Tyger aus dem Jahr 2010. Der Up-Tempo-Song wurde von der deutschen Popsängerin Sarah Connor interpretiert und ist Bestandteil ihres achten Studioalbums Real Love. Vorab auf einer Single ausgekoppelt wurde Cold as Ice am 8. Oktober 2010. Die Single erreichte Platz 16 in den deutschen Singlecharts und Platz 27 in Österreich. Am 20. November 2010 sang Connor den Song während der Sendung Willkommen bei Mario Barth live.

## Titelliste der Single
1. Cold as Ice (4:12)
2. Cold as Ice (Extended-Mix) (6:21)
3. Cold as Ice (PH Electro-Remix) (6:09)
4. Cold as Ice (PH Electro Radio-Edit) (3:53)[2]

## Rezeption

### Rezensionen
laut.de bemängelt, dass Sarah Connors Gesang von „billigen Beats“ übertönt wird und nicht „kraftloser“ präsentiert werden könnte.
Nini Michel vom Weser-Kurier bewertet die Musik als „trüben Einheitsbrei, Discofox, Computergeknatter, Gedudel und Geklimper“ und kritisiert „aufgewärmte Sounds“. Sie lobt den „Eingangslick“, der an The Bad Touch von der Bloodhound Gang angelehnt sei, aber durch Connor „jeden Charakter“ verliert. Auch der Gesang fällt der Rezensentin negativ auf durch „unsichere Modulationen“ und „hochgepitchte oder auch gequetschte Refrainzeilen“.

### Charts und Chartplatzierungen
| ChartsChartplatzierungen | Höchstplatzierung | Wochen |
| ------------------------ | ----------------- | ------ |
| Deutschland (GfK)        | 16 (10 Wo.)       | 10     |
| Österreich (Ö3)          | 27 (4 Wo.)        | 4      |